# Коцежови
Коцежови (пол. Kocierzowy) — село в Польщі, у гміні Ґомуниці Радомщанського повіту Лодзинського воєводства.
Населення — 323 особи (2011).
У 1975-1998 роках село належало до Пйотрковського воєводства.

## Демографія
Демографічна структура станом на 31 березня 2011 року:
|          | Загалом | Допрацездатний вік | Працездатний вік | Постпрацездатний вік |
| -------- | ------- | ------------------ | ---------------- | -------------------- |
| Чоловіки | 153     | 20                 | 109              | 24                   |
| Жінки    | 170     | 34                 | 92               | 44                   |
| Разом    | 323     | 54                 | 201              | 68                   |